# Молде
Молде (норв. Molde норв. вимова: [ˈmɔ̂ɫdə] ( прослухати)) — місто та муніципалітет у провінції Мере-ог-Ромсдал у Норвегії. Належить до регіону Ромсдал, є адміністративним центром провінції Мере-ог-Ромсдал і центром лютеранської дієцезії Мере. Населення — 24 554 жителів (в усьому муніципалітеті). Молде — важливий торговий осередок Ромсдала. На березі фйорду є порт.

## Географія
Молде розташоване на північному березі фйорду Ромсдалсфйорд, на півострові Ромсдал.

## Клімат
Клімат у місті морський та помірний, з відносно м'яким зимами та теплим літом.
| Клімат Аеропорт Молде   | Клімат Аеропорт Молде | Клімат Аеропорт Молде | Клімат Аеропорт Молде | Клімат Аеропорт Молде | Клімат Аеропорт Молде | Клімат Аеропорт Молде | Клімат Аеропорт Молде | Клімат Аеропорт Молде | Клімат Аеропорт Молде | Клімат Аеропорт Молде | Клімат Аеропорт Молде | Клімат Аеропорт Молде | Клімат Аеропорт Молде |
| Показник                | Січ.                  | Лют.                  | Бер.                  | Квіт.                 | Трав.                 | Черв.                 | Лип.                  | Серп.                 | Вер.                  | Жовт.                 | Лист.                 | Груд.                 |                       |
| Абсолютний максимум, °C | 13,8                  | 14,8                  | 15,9                  | 22,8                  | 27,5                  | 30,4                  | 31                    | 28,8                  | 24,3                  | 25,6                  | 18,7                  | 14,4                  |                       |
| Середній максимум, °C   | 3                     | 4                     | 6                     | 10                    | 14                    | 17                    | 19                    | 19                    | 15                    | 11                    | 6                     | 4                     |                       |
| Середня температура, °C | 1,1                   | 0,9                   | 2,4                   | 5,7                   | 9,2                   | 12,5                  | 15,4                  | 14,7                  | 11,4                  | 6,7                   | 3,9                   | 1,3                   |                       |
| Середній мінімум, °C    | −1                    | 0                     | 0                     | 2                     | 6                     | 10                    | 12                    | 12                    | 9                     | 5                     | 2                     | 1                     |                       |
| Абсолютний мінімум, °C  | −17                   | −17                   | −12,8                 | −6,7                  | −3                    | 0,9                   | 4,4                   | 2,7                   | 0,5                   | −6,4                  | −11,6                 | −14,2                 |                       |
| Норма опадів, мм        | 181                   | 164                   | 118                   | 98                    | 95                    | 89                    | 99                    | 132                   | 185                   | 189                   | 144                   | 173                   |                       |
| ----------------------- | --------------------- | --------------------- | --------------------- | --------------------- | --------------------- | --------------------- | --------------------- | --------------------- | --------------------- | --------------------- | --------------------- | --------------------- | --------------------- |

## Історія
Молде — древнє поселення, що виникло як торговельний пост у пізньому середньовіччі. Формальні торгові права надали місту в 1614 році, королівську хартію зі статусом міста — у 1742 році. 1 січня 1838 року в Молде засновано муніципалітет. Місто продовжувало зростати протягом 18 та 19-го століть, перетворюючись на центр текстильної промисловості Норвегії, адміністративний центр регіону та важливим туристичний осередок.
Місто зазнало швидкого зростання після Другої світової війни, об'єднавшись із поселеннями Болсей та частинами Веоя 1 січня 1964 року. Молде перетворилось не лише на адміністративний, але й на промисловий центр з розвиненою сферою громадських послуг та академічною базою.

## Освіта
- Університетський коледж Молде

## Релігія
Молде — центр лютеранської дієцезії Мере, яку очолює жінка — Інґеборґ Мідттемме (Ingeborg Midttømme).

## Транспорт
Є, зокрема, аеропорт «Оре».

## Міста-побратими
- Вайле, Данія
- Бурос, Швеція
- Міккелі, Фінляндія
- Чеська Липа,  Чехія
- Бардейов, Словаччина

## Люди

### Уродженці
- Поль Якобсен (*1956) — норвезький футболіст, нападник.
- Ян Фуглсет (*1945) — норвезький футболіст, нападник, згодом — футбольний тренер.
- Гаррі Гестад (*1944) — норвезький футболіст, нападник, згодом — футбольний тренер.
- К'єлль Інге Рокке (* 1958) — норвезький бізнесмен, філантроп, один із найбагатших людей країни.

## Галерея

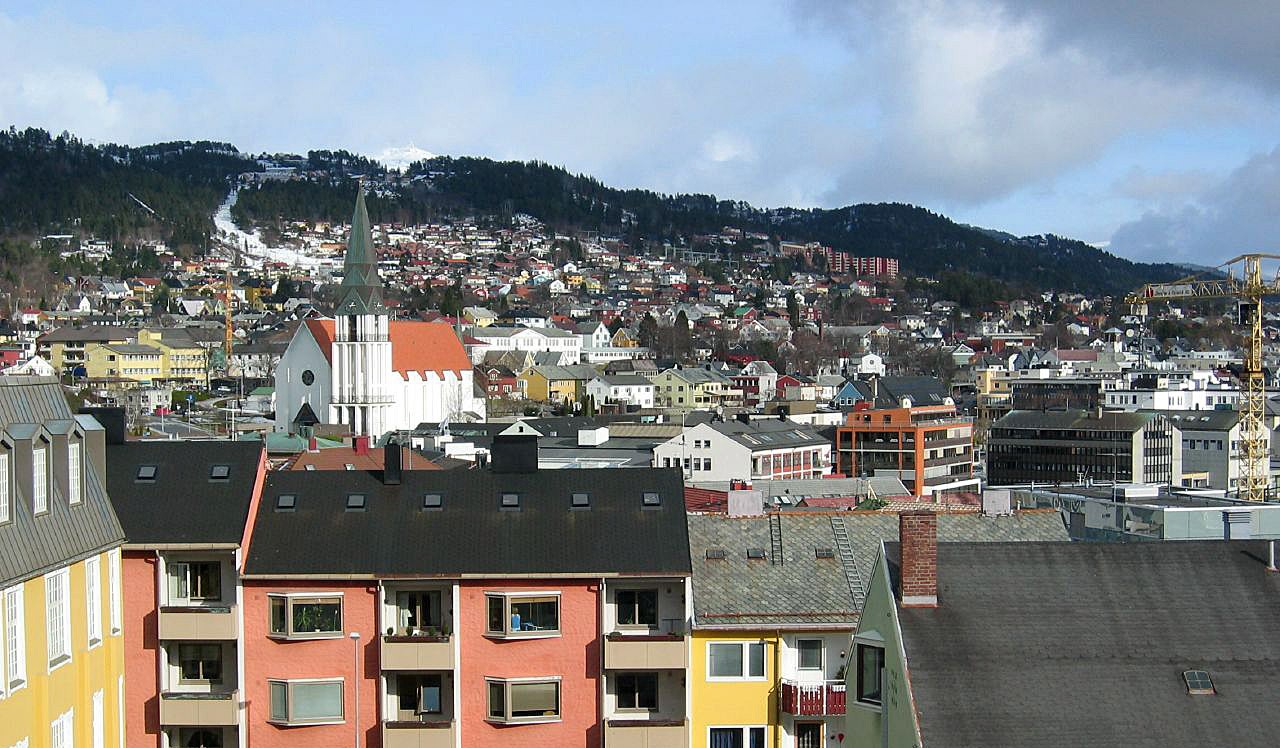
Панорама Молде
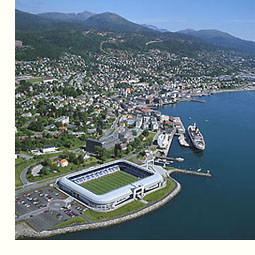
Вигляд на Молде зі стадіоном «Акер» на передньому плані
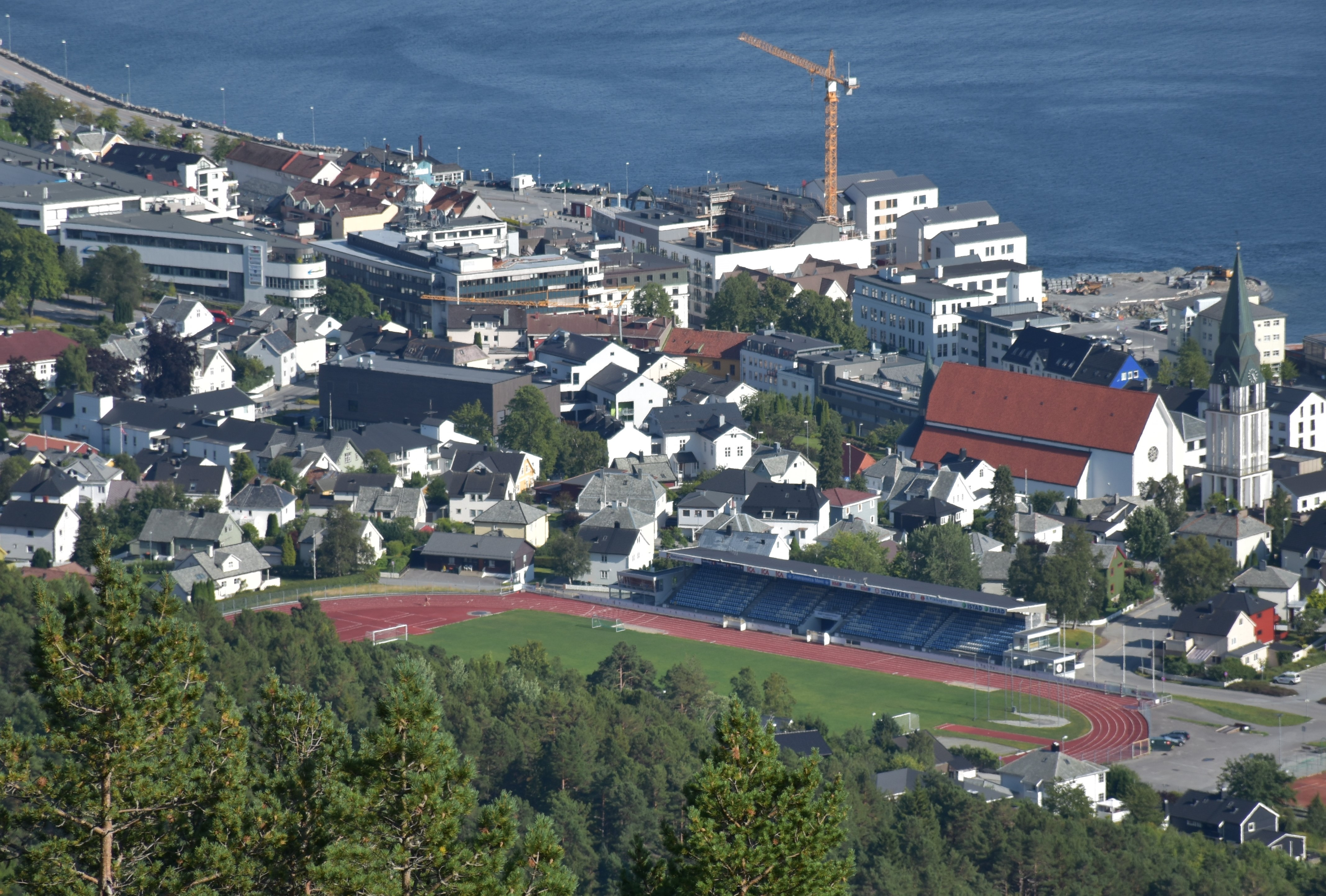
Краєвид міста (лютеранська катедра, стадіон «Ідреттспарк», порт)
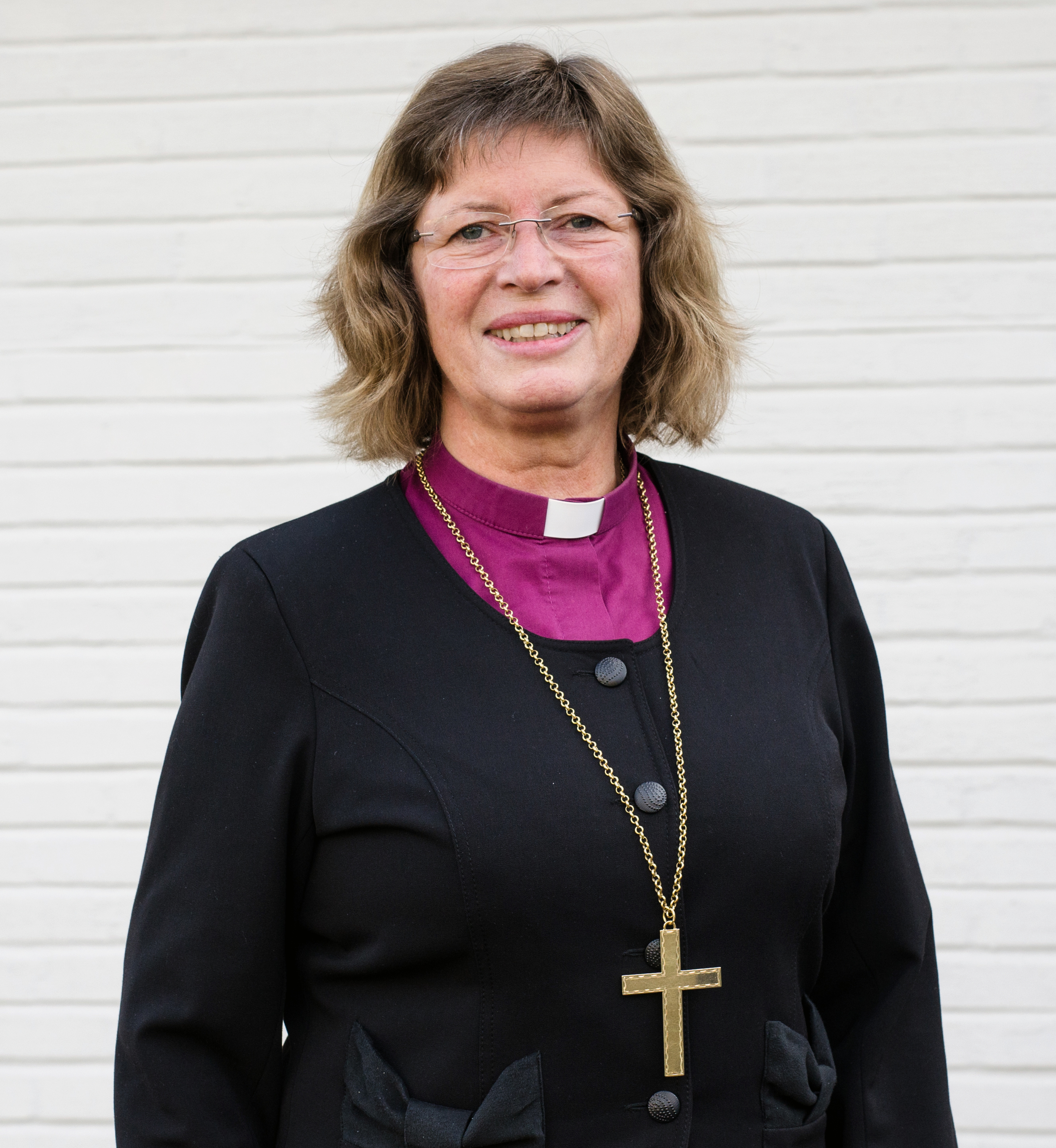
єпископ Інґеборґ Мідттемме